# سكوت ثورستون
سكوت ثورستون (بالإنجليزية: Scott Thurston)‏ هو عازف قيثارة وموسيقي أمريكي، ولد في 10 يناير 1952.

## وصلات خارجية
- سكوت ثورستون على موقع IMDb (الإنجليزية)
- سكوت ثورستون على موقع ميوزك برينز (الإنجليزية)
- سكوت ثورستون على موقع أول ميوزيك (الإنجليزية)
- سكوت ثورستون على موقع ديسكوغز (الإنجليزية)
- سكوت ثورستون على موقع قاعدة بيانات الفيلم (الإنجليزية)